# دیراج سینگ
دیراج سینگ (زاده ۴ ژوئیه ۲۰۰۰) یک بازیکن فوتبال اهل هند است. وی برای باشگاه فوتبال گوا بازی می‌کند.